# (8208) Volta
(8208) Volta ist ein Asteroid des Hauptgürtels, der am 28. Februar 1995 von den italienischen Astronomen Piero Sicoli und Pierangelo Ghezzi am Osservatorio Astronomico Sormano (IAU-Code 587) in Sormano entdeckt wurde.
Der Asteroid wurde nach dem italienischen Physiker Alessandro Volta (1745–1827) benannt.